# 迪维
迪维（法語：Duvy，法語發音：[dyvi]）是法国瓦兹省的一个市镇，位于该省东南部，属于桑利斯区。

## 地理
迪维（49°14'10"N, 2°51'18"E）面积8.51 平方千米，位于法国上法蘭西大區瓦兹省，该省份为法国北部内陆省份，北起索姆省，西接厄尔省和滨海塞纳省，南至塞纳-马恩省和瓦兹河谷省，东临埃纳省。
与迪维接壤的市镇（或旧市镇、城区）包括：欧热圣樊尚、瓦卢瓦地区克雷皮、奥尔穆瓦维莱尔、罗克蒙、鲁维尔、塞里-马涅瓦勒、特吕米利。

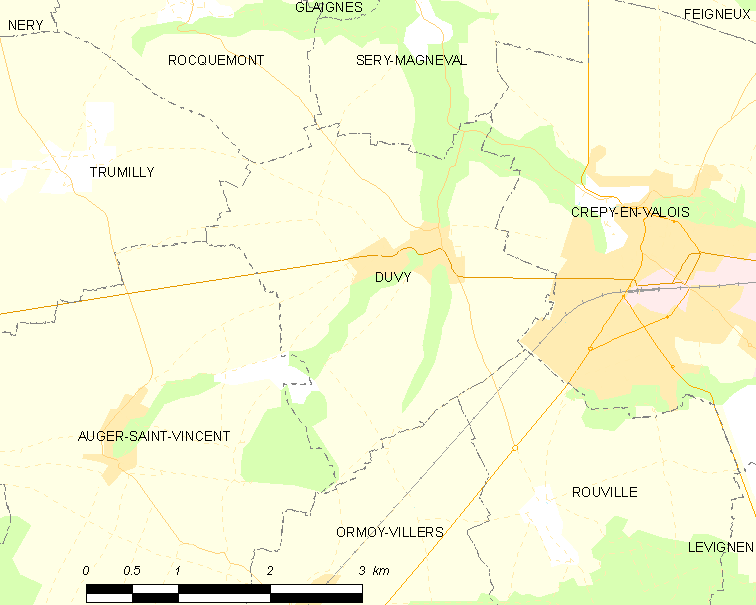
迪维的OSM定位图

迪维的时区为UTC+01:00、UTC+02:00（夏令时）。

## 行政
迪维的邮政编码为60800，INSEE市镇编码为60203。

## 政治
迪维所属的省级选区为瓦卢瓦地区克雷皮县。

## 人口

1962-2008年间迪维人口变化图示

迪维于2022年1月1日时的人口数量为417人。